# Fritz Doebler
Fritz Doebler (* 28. Februar 1921) ist ein ehemaliger deutscher Fußballtorwart, der 1949 mit der BSG Waggonbau Dessau den ostzonalen FDGB-Pokal gewann und anschließend mit der BSG in der Zonenliga, der höchsten ostdeutschen Fußball-Liga, vertreten war. Zwischen 1950 und 1953 spielte er bei verschiedenen West-Berliner Mannschaften in der Berliner Vertragsliga.

## Sportliche Laufbahn
1949 erreichte die Betriebssportgemeinschaft (BSG) Waggonbau Dessau als Finalist des Landespokals Sachsen-Anhalt das Viertelfinale des ersten Wettbewerbs um den FDGB-Pokal in der Ostzone, der späteren DDR. Die Dessauer Mannschaft, die auch Gründungsmitglied der Zonenliga, der höchsten Spielklasse des Deutschen Sportausschusses in der Ostzone war, setzte zwei Torhüter ein. Neben dem erst 19-jährigen Wolfgang Klank bestritt der neun Jahre ältere Fritz Doebler 1949/50 zunächst in der Zonenliga (später DS-Oberliga) 15 Punktspiele, während sein Kontrahent auf 13 Liga-Einsätze kam. Als Waggonbau Dessau das Pokalfinale erreichte, vertraute Trainer  Manthey auf den Routinier Doebler im Tor. Doebler konnte sein Tor reinhalten und die BSG Waggonbau wurde durch einen 1:0-Sieg erster FDGB-Pokal-Gewinner.  
Nach Abschluss der Fußballsaison 1949/50, in der die Dessauer nach dem Pokalgewinn auch in der DS-Oberliga mit Platz drei erfolgreich abschnitten, wechselte Doebler im Sommer 1950 zum West-Berliner VfB Britz in die Berliner Vertragsliga. Dort bestritt er in der 22 Punktspiele andauernden Saison 1950/51 14 Meisterschaftsspiele. Als der VfB am Saisonende absteigen musste, schloss sich Doebler dem SC Westend 1901 an. Bei diesem Vertragsligisten wurde er in 19 Punktspielen eingesetzt, dieser stieg aber ebenfalls nach einem Jahr zum Ende der Saison 1951/52 ab. Letzte Station in der Fußballkarriere des inzwischen 31-jährigen Doebler war der West-Berliner Vertragsligist SV Blau-Weiß 90 Berlin. Mit ihm bestritt er unter anderem am 17. August 1952 das Vorrundenspiel im DFB-Pokal gegen Eintracht Trier, das Blau-Weiß mit 0:1 verlor.